# Belmont-Paul Women's Equality National Monument
Le Belmont-Paul Women's Equality National Monument est un monument national américain désigné comme tel par le président des États-Unis Barack Obama le 12 avril 2016. Il a abrité le siège du National Woman's Party, à Washington pendant plus de 90 ans, à proximité du Capitole et de la Cour suprême des États-Unis.

## Historique
Cette maison est un symbole historique de la lutte pour les droits des femmes. Là, Alice Paul et le NWP ont lutté, avec tous leurs moyens et leur énergie pour faire adopter le dix-neuvième amendement de la constitution des États-Unis sur l'égalité des droits et l'égalité des femmes. 

### Défilé pour le suffrage féminin de 1913 à Washington
Parmi les manifestations publiques, les évènements et les temps forts de cette lutte relatés dans ce site, le défilé pour le suffrage féminin de 1913 à Washington illustre le conflit pour le suffrage et la discrimination au sein des associations féministes envers les Afro-Américaines.